# Timothy Moores
Timothy „Tim“ Moores (* 28. Juni 1942 in Nordwales; † 1. April 2024) war ein britischer Fernsehregisseur.

## Leben
Timothy Moores kam in Nordwales zur Welt. Dort betrieben seine Eltern eine Schafzucht. Seine Mutter war die Tochter eines walisischen Bauern. Sein Vater stammte aus England und war ein Bruder von John Moores, dem Gründer des Sportwetten-Unternehmens Littlewoods. Timothy Moores besuchte das angesehene englische Internat Harrow School, wo er 1959 seinen Abschluss machte.
Anfang der 1960er Jahre zog er nach Deutschland. Nach Jobs in der Industrie und als Englischlehrer erhielt er seine erste Anstellung beim Fernsehen. Für den Westdeutschen Rundfunk arbeitete er für die Sendung Prisma des Westens, die nach einem Jahr eingestellt wurde. Moores kehrte daraufhin nach England zurück und war fast drei Jahre bei einem Fernsehsender in Manchester angestellt. 1968 zog er wieder nach Deutschland und begann beim Süddeutschen Rundfunk. Zunächst war er als Senderegisseur für die Regionalnachrichtensendung Abendschau tätig. 1970 übernahm er von Peter Kleinknecht die Stelle des Regisseurs der Sendung Cartoon, die von Loriot moderiert wurde. Die erste von Moores betreute Folge war die 14., die im Dezember 1970 im Deutschen Fernsehen ausgestrahlt wurde. Bis dahin war die Sendung vor allem als Dokumentarsendung gestaltet, in der humoristische Zeichnungen und Trickfilme aus aller Welt präsentiert wurden. Moores schlug vor, daraus eine Sketchsendung zu machen, und motivierte Loriot, der bisher vor allem Trickfilme beigetragen hatte, selbst verkleidet in diesen Sketchen aufzutreten. Zunächst führte Moores allein Regie. Nachdem professionelle Schauspieler engagiert wurden, übernahm Loriot die Anleitung der Schauspieler, Moores kümmerte sich um die Bildführung. Daneben trat Moores auch selbst auf. In dem Sketch Liebesgeschichte, einer Parodie auf die Spielfilme Love Story und Spiel mir das Lied vom Tod, war er an der Seite von Loriot als Revolverheld zu sehen. Cartoon wurde 1972 nach insgesamt 21 Folgen eingestellt.
1974 übernahm er eine kleinere Rolle in dem britischen Spielfilm Papier Tiger. Im selben Jahr war er als Co-Autor und Regieassistent an der Sendung Loriots Telecabinet beteiligt. Seine Arbeit mit Loriot endete danach zunächst. Seinen Job als Loriots Assistent übernahm in der Sendereihe Loriot (1976–1978) Stefan Lukschy. Dennoch blieb Moores, der in der Zwischenzeit nach England zurückgekehrt war, mit Loriot in Kontakt. So stellte er für ihn eine Liste mit komplizierten englischen Namen zusammen. Loriot verarbeitete sie in seinem Sketch Englische Ansage von 1977, in dem Evelyn Hamann als Fernsehansagerin an der Inhaltszusammenfassung eines englischen Fernsehkrimis scheitert. 1984 arbeitete Moores mit Loriot zusammen, als der britische Fernsehsender Channel 4 einige von Loriots Sketchen auf Englisch zeigte. Auch an der Konzeption von Loriots Geburtstagssendungen und seines Spielfilms Ödipussi war Moores beteiligt.
Ende der 1970er und Anfang der 1980er Jahre führte Moores bei mehreren Folgen der ZDF-Kindersendung Löwenzahn und deren Vorgängersendung Pusteblume Regie. 1986 arbeitete er in Brüssel für den neu gegründeten Sender Europa TV, der seine Sendungen in mehreren Sprachen in Europa ausstrahlte. Der Sender wurde Ende 1986 nach einem Jahr wieder eingestellt. Als Moores Anfang der 1990er keine Stellung mehr beim Fernsehen fand, war er für eineinhalb Jahre im Kohlebergbau tätig. Um die Jahrtausendwende machte er eine Ausbildung zum Butler und arbeitete in der Folge als solcher für verschiedene Arbeitgeber. 
1999 lernte er die deutsche Gebärdensprachdolmetscherin Barbara Torwegge kennen, die er 2003 heiratete und mit der in Kiel lebte. 2007 stellte Moores seine Tätigkeit als Fernsehregisseur ein. Er starb im April 2024.